# Bois de corail
Chassalia corallioides
Espèce
Classification phylogénétique
Le bois de corail (Chassalia corallioides) est une espèce de plante de la famille des rubiacées. Elle est endémique de l'île de La Réunion, département d'outre-mer français dans le sud-ouest de l'océan Indien. Elle est facilement reconnaissable à son inflorescence ressemblant à du corail.

## Annexe